# Station Montluçon-Ville

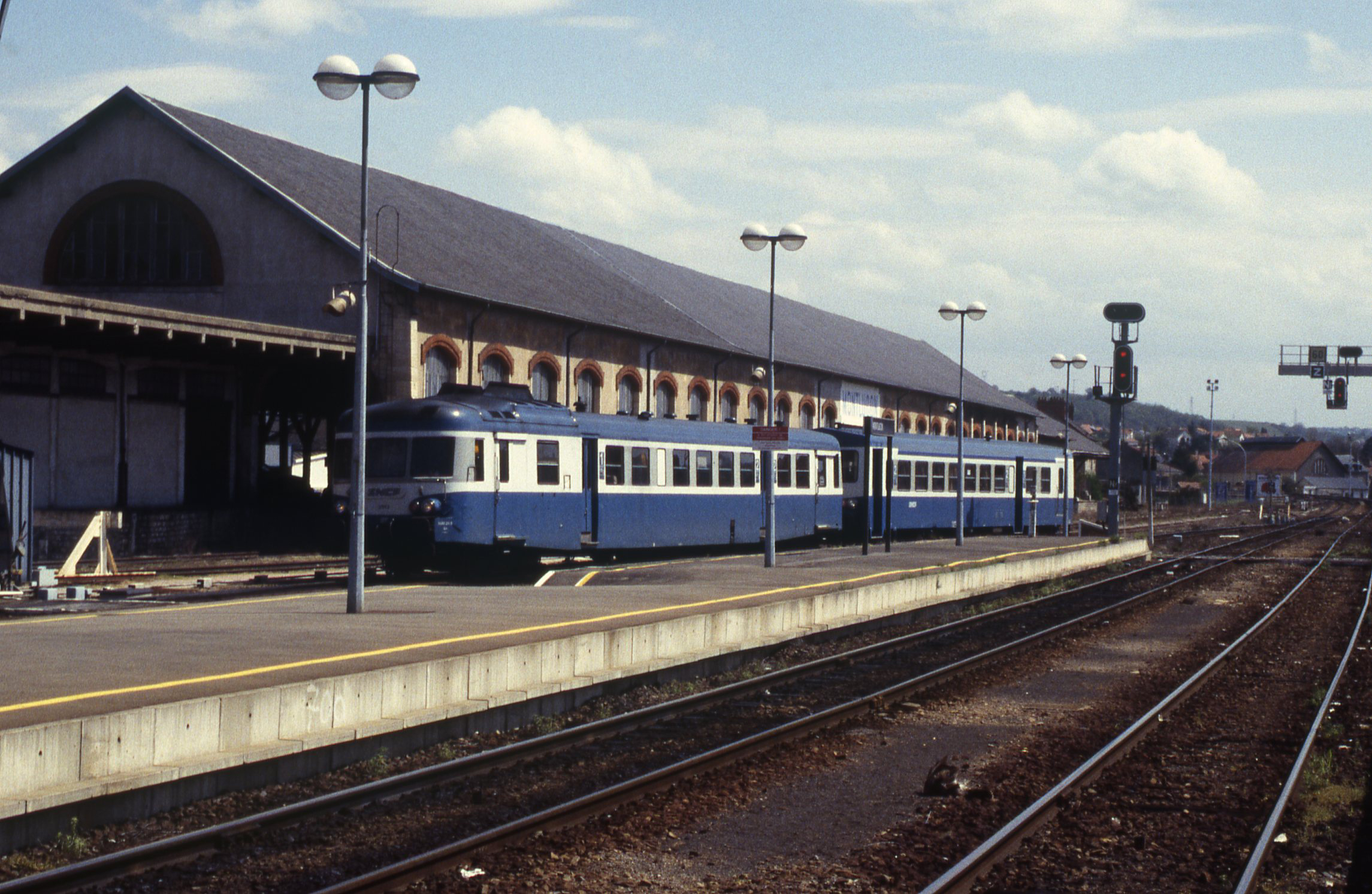
Station Montluçon-Ville in 1998

Station Montluçon-Ville is een spoorwegstation in de Franse gemeente Montluçon.